# Municipio de Jackson (condado de Putnam, Indiana)
El municipio de Jackson (en inglés: Jackson Township) es un municipio ubicado en el condado de Putnam en el estado estadounidense de Indiana. En el año 2010 tenía una población de 854 habitantes y una densidad poblacional de 9,54 personas por km².

## Geografía
El municipio de Jackson se encuentra ubicado en las coordenadas 39°49′1″N 86°44′22″O / 39.81694, -86.73944. Según la Oficina del Censo de los Estados Unidos, el municipio tiene una superficie total de 89.51 km², de la cual 89,51 km² corresponden a tierra firme y (0 %) 0 km² es agua.

## Demografía
Según el censo de 2010, había 854 personas residiendo en el municipio de Jackson. La densidad de población era de 9,54 hab./km². De los 854 habitantes, el municipio de Jackson estaba compuesto por el 98,01 % blancos, el 0,23 % eran afroamericanos, el 0,35 % eran amerindios, el 0,35 % eran asiáticos, el 0,23 % eran de otras razas y el 0,82 % eran de una mezcla de razas. Del total de la población el 0,23 % eran hispanos o latinos de cualquier raza.